# Yana Panteleyeva
Yana Panteleyeva (née le 16 juin 1988) est une athlète russe spécialiste de l’heptathlon. 

## Carrière

### Palmarès
| Année | Compétition                           | Lieu      | Résultat | Épreuve     | Performance |
| ----- | ------------------------------------- | --------- | -------- | ----------- | ----------- |
| 2005  | Championnats du monde jeunesse        | Marrakech | 2e       | Heptathlon  | 5611 pts    |
| 2006  | Championnats du monde junior          | Pékin     | 3e       | Heptathlon  | 5979 pts    |
| 2008  | Coupe d'Europe des épreuves combinées | Hengelo   | 5e       | Heptathlon  | 6019 pts    |
| 2008  | Coupe d'Europe des épreuves combinées | Hengelo   | 2e       | Par équipes | 17980 pts   |

### Records
| Épreuve    | Performance | Lieu         | Date         |
| ---------- | ----------- | ------------ | ------------ |
| Heptathlon | 6430 pts    | Tcheliabinsk | 16 juin 2008 |

| Épreuve    | Performance | Lieu  | Date           |
| ---------- | ----------- | ----- | -------------- |
| Pentathlon | 4508 pts    | Penza | 4 février 2009 |